# Телефонні коди Північної Македонії
Північно-Македонський план нумерації телефонів — це система, яка використовується для призначення телефонних номерів у Північній Македонії. Він регулюється Агентством з електронних комунікацій (АЕК), відповідальним за телекомунікації .
Код країни Північної Македонії — +389. Коди територій завжди мають набиратися, навіть у межах країни, через велику кількість операторів фіксованого та мобільного зв'язку.
Наприклад, для виклику телефонів у Скоп'є необхідно набрати:
- 02 ххххххх (у Скоп'є)
- 02 ххххххх (у межах Північної Македонії)
- +389 2 xxxxxxx (за межами Північної Македонії)

Формати нумерації для Північної Македонії:
+389 2 xxxxxxx географічні номери — Скоп'є 

+389 3x xxxxxx географічні номери — східна область

+389 4x xxxxxx географічні номери — центральна та західна області 

+389 5xx xxxxx платні номери

+389 7x xxxxxx мобільні номери

+389 8xx xxxxx безкоштовний виклик
1xx — загальний формат короткого коду (наприклад, 112) для аварійних ситуацій; формат 10xx — це доступ для оператора.
Для дзвінків з Македонії префікс для міжнародних дзвінків — 00.

## Коди міських телефонів
| Мережева група | Код | Муніципалітети, охоплені кодом |
| -------------- | --- | --- |
| Скоп'є         | 2   | Великий Скоп'є: (Аеродром, Центр, Сарай, Кисела Вода, Гази-Баба, Бутел, Шуто-Оризарі, Карпош, Чаїр, Горче-Петров), Арачиново, Чучер-Сандево, Ілинден, Петровець, Сопиште, Студеничани, Зелениково |
| Куманово       | 31  | Куманово, Липково, Кратово, Крива Паланка, Ранковце, Старо-Нагоричане |
| Штіп           | 32  | Штип, Пробиштип, Радовиш, Светий Николе, Конче, Карбинці, Лозово |
| Кочани         | 33  | Кочани, Берово, Пехчево, Виниця, Македонська-Камениця, Зрновці, Чешиново-Облешево |
| Струмиця       | 34  | Струмиця, Валандово, Василево, Босилово, Ново-Село, Дойран, Богданці, Гевгелія |
| Гостивар       | 42  | Гостивар, Маврово і Ростуша, Врапчиште |
| Велес          | 43  | Велес, Кавадарці, Неготино, Чашка, Градсько, Росоман |
| Тетово         | 44  | Тетово, Єгуновце, Боговинє, Брвениця, Теарце, Желино |
| Кичево         | 45  | Кичево, Македонський Брод, Пласниця |
| Охрид          | 46  | Охрид, Струга, Вевчани, Дебарца, Дебар, Центр-Жупа |
| Бітола         | 47  | Бітола, Ресен, Новаці, Могила, Демир-Хисар |
| Прилеп         | 48  | Прилеп, Крушево, Кривогаштани, Долнени |

## Номери спеціальних служб
| Номер | Сервіс                   |
| ----- | ------------------------ |
| 112   | Загальна служба допомоги |
| 192   | Поліція                  |
| 193   | Пожежна бригада          |
| 194   | Швидка допомога          |
| 195   | Цивільний захист         |
| 196   | Дорожня допомога (AMSM)  |

## План нумерації в колишній Югославії
Під час існування Югославії македонські коди територій починалися з 9. 1 жовтня 1993 року до коду Македонію відокремили від коду +38 і додали «9» до коду країни (+389). Між 2000 та 2001 роками «9» у кодах територій замінили на 3 або 4. Код території для Скоп'є були змінені з (091) на (02). У 2003 році всі скопські телефонні номери були змінені з 6 до 7 цифр, з додаванням додаткової цифри перед початком номера.